# Antje Harvey
Antje Harvey (nacida como Antje Misersky, Magdeburgo, 10 de mayo de 1967) es una deportista alemana que compitió en esquí de fondo y biatlón.
Como biatleta participó en dos Juegos Olímpicos de Invierno, obteniendo en total cuatro medallas: oro y dos platas en Albertville 1992 y una plata en Lillehammer 1994.
Ganó dos medallas en el Campeonato Mundial de Biatlón, oro en 1995 y bronce en 1991. En esquí de fondo obtuvo una medalla de bronce en el Campeonato Mundial de Esquí Nórdico de 1985, en la prueba de relevo.

## Palmarés internacional
| Representando a la RDA |                   |                   |                 |
| Campeonato Mundial     |                   |                   |                 |
| Año                    | Lugar             | Medalla           | Prueba          |
| 1985                   | Seefeld (Austria) | Medalla de bronce | Relevo 4 × 5 km |

| Representando a Alemania |                       |                   |            |
| Juegos Olímpicos         |                       |                   |            |
| Año                      | Lugar                 | Medalla           | Prueba     |
| 1992                     | Albertville (Francia) | Medalla de oro    | individual |
| 1992                     | Albertville (Francia) | Medalla de plata  | Velocidad  |
| 1992                     | Albertville (Francia) | Medalla de plata  | Relevo     |
| 1994                     | Lillehammer (Noruega) | Medalla de plata  | Relevo     |
| Campeonato Mundial       |                       |                   |            |
| Año                      | Lugar                 | Medalla           | Prueba     |
| 1991                     | Lahti (Finlandia)     | Medalla de bronce | Relevo     |
| 1995                     | Antholz (Italia)      | Medalla de oro    | Relevo     |